# Saturnalia (dinosaure)
Saturnalia tupiniquim
Genre
Espèce

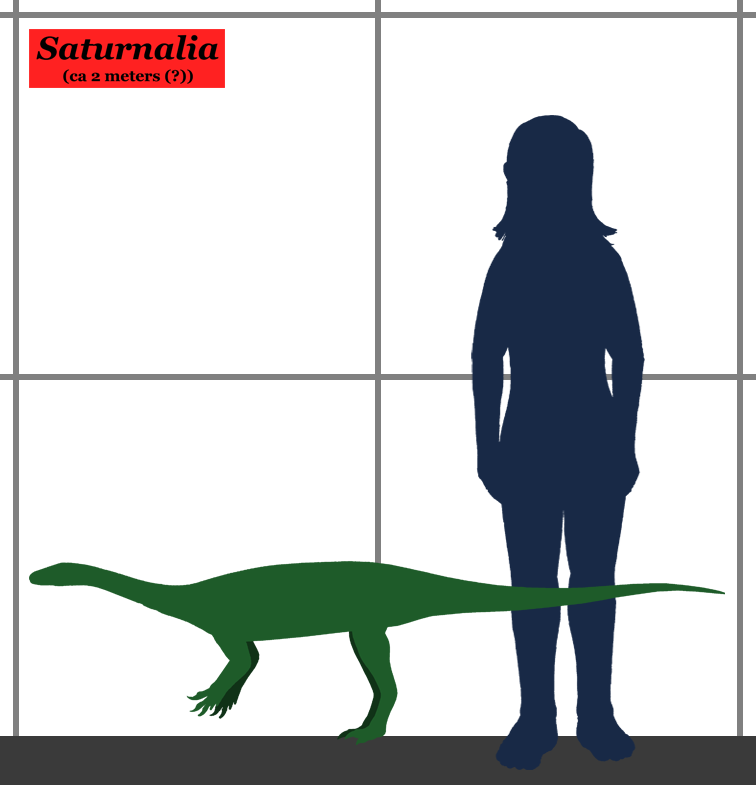
Taille estimée de Saturnalia par rapport à un humain.

Saturnalia est un genre éteint de petits dinosaures sauropodomorphes basaux, découvert dans une couche du début du Trias supérieur (Carnien) du Rio Grande do Sul, état méridional du Brésil.
Une seule espèce est rattachée au genre : Saturnalia tupiniquim, décrite par Max Langer et ses collègues en 1999.

## Découverte
Saturnalia fut à l'origine dénommé à partir de trois squelettes partiels. L'holotype, MCP 3844-PV, un squelette post-crânial bien préservé et semi articulé, fut découvert à Sanga da Alemoa, dans l'état de Rio Grande do Sul, au Brésil. Les deux paratypes sont MCP 3845-PV, squelette partiel comprenant une partie de la mandibule, des dents et quelques restes post-crâniaux, et MCP 3846-PV, un squelette partiel comprenant des restes post-crâniaux. Tous les spécimens furent récoltés à Wald-Sanga (aussi connu sous le nom de Sanga do Mato), une localité située dans la formation Santa Maria (Groupe de Rosário do Sul), qui date du Carnien, au tout début du Trias supérieur. Un fémur partiel issu de la formation carnienne de Pebbly Arkose au Zimbabwe fut également attribué à ce genre.
Il s'agit d'un des plus anciens véritables dinosaures découverts,.

## Étymologie
Saturnalia fut dénommé par Max C. Langer, Fernando Abdala, Martha Richter, Michael J. Benton en 1999 et l'espèce type, Saturnalia tupiniquim. Son nom de genre dérive de Saturnalia, un mot latin signifiant « fête des Saturnales », une fête romaine apparentée au carnaval, en référence à la découverte du paratype durant le carnaval de Rio. Son épithète spécifique tupiniquim dérive du portugais et du mot guarani signifiant « natif ».

## Phylogénie
La nature primitive de Saturnalia, combinée avec ses caractéristiques à la fois de sauropodomorphe et de théropode, l'ont rendu difficile à classer. Le paléontologue Max Langer et ses collègues, dans leur description en 1999 de ce genre, le classèrent parmi les sauropodomorphes. Toutefois, en 2003, Langer remarqua que certaines caractéristiques de son crâne et de sa main étaient plus similaire au groupe frère des sauropodomorphes, les théropodes, et que  Saturnalia peut au mieux être considéré comme un membre des sauropodomorphes "souches", plutôt qu'un réel membre de ce groupe.
José Bonaparte et ses collègues, dans une étude datée de 2007, ont découvert que Saturnalia est très similaire au saurischien primitif du genre Guaibasaurus. José Bonaparte a classé les deux animaux au sein de la même famille, les Guaibasauridae. Comme Langer, Bonaparte a découvert que ces deux animaux pourraient avoir été des sauropodomorphes primitifs, ou un groupe d'animaux proche de l'ancêtre commun des sauropodomorphes et des théropodes. Finalement, Bonaparte a découvert qu'à la fois Saturnalia et Guaibasaurus étaient plus des pseudo-théropodes que des pseudo-prosauropodes.
Toutefois, toutes les plus récentes analyses cladistiques ont démontré qu'il était un sauropodomorphe très basal,,,,.